# Alexis Deswaef
Alexis Deswaef est un avocat et militant des Droits de l'homme né en 1969 à Ostende ayant fait ses études à l'UCL d'où il sort avec une licence en 1994. Il s'installe ensuite à Bruxelles où il exerce aussi son métier d'avocat. 
Il est régulièrement sollicité par les médias aussi bien francophones que néerlandophones de son pays pour ses actions et son opinion sur la situation des Droits de l'homme en Belgique et en particulier sur les droits des demandeurs d'asile. Il est marié et père de cinq enfants.

## Biographie

### Jeunesse et formation
Il grandit à Ostende en Flandre Occidentale dans une famille bilingue français-néerlandais. Son père dirigeait une entreprise d'importation de bois tandis que sa mère était podologue. C'est de cette époque que lui vient sa passion pour le hockey qui ne l'a désormais plus quitté. Alors qu'il est encore adolescent il hésite entre la médecine et le droit afin de partir à  l'étranger pour des missions humanitaires et le droit en français à l'université catholique de Louvain d'où il sortit avec une licence en 1994. Vers la fin de ses études, il devint stagiaire dans un bureau d'avocats défendant notamment des sans-abri. Ce fut d'ailleurs lors d'une de ces affaires qu'il remporta un concours de plaidoirie en France.

### Prises de position
À de multiples reprises, Alexis Deswaef exprime dans différents médias son vif désaccord sur la politique migratoire de plusieurs gouvernements et en particulier celle du Gouvernement Michel et de son secrétaire d'État à l'Asile et aux Migrations, Theo Francken (N-VA).

#### Critique de la colonisation israélienne
Dans un livre publié en 2012, Me Deswaef décrivit le voyage d'une équipe de juristes spécialisés en droit international en Israël et en Cisjordanie ayant interrogé de nombreux témoins palestiniens et israéliens. Il y dénonçait ce qu'il décrit comme des violations graves du droit international de la part de l'État d'Israël sur les populations palestiniennes. Parmi ses accusations, il développa la colonisation civile, l'occupation militaire, mur d'annexion, les prisonniers politiques, l'exploitation des ressources des territoires palestiniens ou encore le régime d'apartheid en Israël.

#### Affaire des migrants soudanais
Le 7 septembre 2017, Theo Francken annonça avoir trouvé un accord avec l'ambassadeur soudanais à Bruxelles pour pouvoir rapatrier des ressortissants soudanais résidant illégalement en Belgique. En sa qualité de président de la Ligue des droits de l'homme belge francophone, il s'opposa avec véhémence à cette décision en déclarant : « En tant que président de la Ligue des droits de l'homme et avocat spécialisé en droit international, je juge ahurissant que M. Francken s'abaisse à collaborer avec une délégation officielle soudanaise relevant des services secrets. Le Soudan est une dictature, son président est poursuivi par la Cour pénale internationale, les violations des droits de l'homme y sont nombreuses. Le taux de reconnaissance important de demandes de protection venant de ressortissants soudanais le prouve ».

#### Affaire Ibrahima Barrie
En 2021, il est l'avocat de la famille d'Ibrahima Barrie, un jeune originaire d'Afrique subsaharienne mort à Bruxelles après avoir été interpelé par la police.

### Interpellations et démêlés judiciaires avec les forces de police

#### Interpellation du 2 avril 2016
Lors d'une manifestation antifasciste à la Bourse le 2 avril 2016, 19 personnes furent interpelées par la police parmi lesquelles Alexis Deswaef. Interrogé par l'agence de presse Belga, l'intéressé qui fut, de ses propres dires, emmené à la caserne d'Etterbeek par les forces de police déclara : « Dès mon arrivée, la police m'a intimé l'ordre de quitter les lieux en me notifiant que les rassemblements d'extrême gauche et d'extrême droite sont interdits. J'ai expliqué être là en tant que simple citoyen, mais j'ai tout de même été arrêté ».

#### Plainte du commissaire Pierre Vandersmissen
En juillet 2019, le commissaire de police Pierre Vandersmissen, ex-responsable du maintien de l’ordre à Bruxelles chargé des manifestations à Bruxelles dont ses relations avec les manifestants sont connues pour être problématiques,, cite devant le tribunal correctionnel Alexis Deswaef. Dans la citation dans laquelle il exposait ses griefs, le commissaire accusait Me Deswaef de harcèlement et d'outrage pour une période infractionnelle de 2008 à 2016. Le plaignant précise qu'il poursuivra sa plainte "avec ou sans le soutien de nos autorités" Lors de cette procédure à son encontre, Alexis Deswaef est défendu par Me Jean-Pierre Buyle.
Le commissaire avait déjà déposé une plainte contre monsieur Deswaef qui avait été classé sans suite tandis que ce dernier avait en parallèle déjà porté plainte contre lui pour arrestation arbitraire. Le directeur de la Ligue des droits de l'homme, Pierre-Arnaud Perrouty, lui apporta publiquement son soutien en déclarant : « Cette procédure est très inquiétante : c'est de l'intimidation policière et une atteinte à la liberté d'expression ».
En juillet 2021, après trois années de procédure judiciaire, l'intéressé fut finalement acquitté. Le juge estima alors que les propos tenus par monsieur Deswaef incriminés par le commissaire relèvaient de la liberté d'expression en jugeant notamment que : « si des propos ont pu apparaître polémiques, ils ne sont pas outrageux ».